# Polygonum lapathifolium

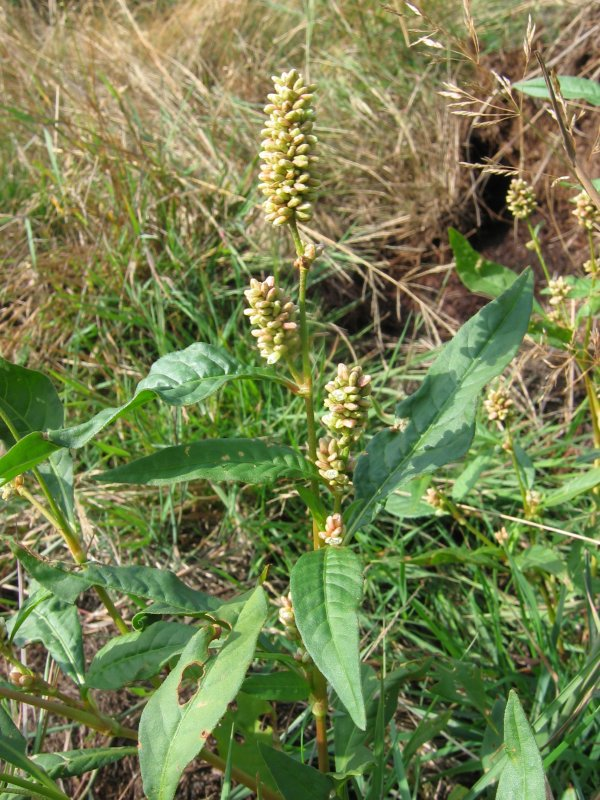
P.lapathifolium

Polygonum lapathifolium L., 1753 (sin-: Persicaria lapathifolia) es una especie de maleza de la familia de las poligonáceas.

## Descripción
Es una hierba anual con tallos erectos de color rojizo con articulaciones que alcanza un tamaño de 20 a 80 cm de altura. Las hojas son alternas, con tallos cortos, a menudo densamente peludas por debajo. Las láminas foliares a menudo tienen una mancha de color oscuro en el centro y son lanceoladas o estrechamente elípticas y tienen bordes enteros. Cada base de la hoja tiene estípulas que están condensadas en una vaina que encierra el tallo que está suelto. La inflorescencia es una espiga densa. El perianto de cada pequeña flor rosa consta de cuatro o cinco lóbulos, fusionados cerca de la base. El fruto es una nuez de aplanada a redondeado. Esta planta florece desde julio a septiembre.

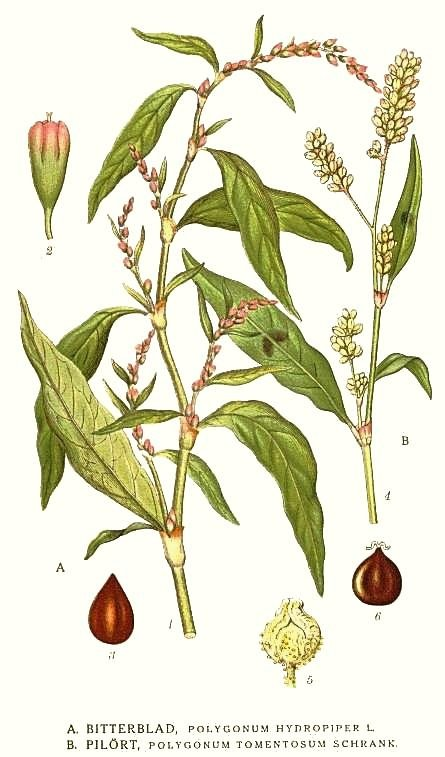
Inflorescencia

## Distribución y hábitat
Se encuentra en muchas partes, tanto del Viejo Mundo y el Nuevo Mundo. Hay muchas variedades y subespecies y la planta es morfológicamente variable. Se encontró que crecen en la orilla del mar y en tierra perturbada como tierras de cultivo, jardines, planta de residuos, vertederos y banquinas. En Gran Bretaña es considerada una mala hierba.

## Taxonomía
Polygonum lapathifolium fue descrita por Carlos Linneo y publicado en Species Plantarum 1: 360. 1753.
Etimología
Ver: Polygonum
Sinonimia
- Persicaria lapathifolia subsp. pallida (With.) Á.Löve
- Polygonum turgidum Thuill.
- Polygonum tomentosum Schrank
- Polygonum somphocarpum de Bruyne
- Polygonum scabrum Moench
- Polygonum persicaria var. nodosum (Pers.) Schltr.
- Polygonum persicaria var. incanum Roth
- Polygonum pensylvanicum L.
- Polygonum pallidum With.
- Polygonum nodosum Pers.
- Polygonum mesomorphum Danser
- Polygonum maculatum Krock.
- Polygonum lanigerum R.Br.
- Polygonum komarovii H.Lév.
- Polygonum incarnatum Elliott
- Polygonum fusiforme Greene
- Polygonum fallax Greene
- Persicaria tomentosa (Schrank) E.P.Bicknell
- Persicaria scabra (Moench) Moldenke
- Persicaria lapathifolia subsp. pallida (With.) S.Ekman & Knutsson
- Discolenta scabra Raf.
- Dioctis vernum Raf.
- Persicaria lapathifolia (L.) Gray
- Polygonum incanum F.W.Schmidt
- Persicaria lapathifolia subsp. mesomorpha (Danser) Soják
- Persicaria lapathifolia (L.) Delarbre
- Persicaria incana (F.W.Schmidt) Gray
- Discolenta lapathifolia (L.) Raf.[5]